# Tư duy độc lập
Là khả năng suy nghĩ, phân tích và đưa ra quan điểm, quyết định dựa trên lý trí, kiến thức và trải nghiệm cá nhân. Không bị chi phối của người khác, xu hướng số đông hay áp lực xã hội.